# Grupul Himalia

Această diagramă compară elementele orbitale și dimensiunile relative ale membrilor grupului Himalia, excluzând Dia, Ersa și Pandia, care nu au fost descoperite în momentul în care a fost produsă această diagramă. Axa orizontală ilustrează distanța medie a acestora față de Jupiter, axa verticală înclinația lor orbitală, iar cercurile dimensiunile lor relative.

Această diagramă ilustrează toți sateliții neregulați ai lui Jupiter. Grupul Himalia este grupat lângă partea de sus a diagramei. Poziția unui obiect pe axa orizontală indică distanța acestuia față de Jupiter. Axa verticală indică înclinarea acesteia. Excentricitatea este indicată de bare galbene care ilustrează distanțele maxime și minime ale obiectului față de Jupiter. Cercurile ilustrează dimensiunea unui obiect în comparație cu celelalte.

Grupul Himalia este un grup de sateliți neregulați prograd ai lui Jupiter care urmează orbite similare cu Himalia și se crede că au o origine comună. 

## Membrii grupului Himalia
Membrii cunoscuți ai grupului sunt (în ordine crescătoare a distanței față de Jupiter):
| Nume       | Diametru (km)     | Perioadă (zile) | Note                                       |
| ---------- | ----------------- | --------------- | ------------------------------------------ |
| Leda       | 21,5              | 240,93          |                                            |
| Ersa       | 3                 | 249,23          | cel mai mare membru și prototipul grupului |
| Himalia    | 139,6 (150 × 120) | 250,56          |                                            |
| S/2018 J 2 | 3                 | 250,88          |                                            |
| Pandia     | 3                 | 251,91          |                                            |
| Lysithea   | 42,2              | 259,20          |                                            |
| Elara      | 79,9              | 259,64          |                                            |
| S/2011 J 3 | 3                 | 261,77          |                                            |
| Dia        | 4                 | 278,21          |                                            |

Alți doi sateliți posibili descoperiți de Sheppard în 2017 au fost identificați ca fiind probabil parte a grupului Himalia, dar erau prea slabi ( mag >24) pentru a fi urmăriți și confirmați ca sateliți. 
Uniunea Astronomică Internațională (IAU) rezervă nume pentru sateliții lui Jupiter care se termină în -a (Led a, Himali a și așa mai departe) pentru sateliții din acest grup pentru a indica mișcările prograde ale acestor corpuri în raport cu Jupiter, obiectul lor central gravitațional. 

## Caracteristici și origine
Obiectele din grupul Himalia au semiaxe mari (distanțele față de Jupiter) în intervalul de 11,15 și 11,75 Gm, înclinări între 26,6° și 28,3° și excentricități între 0,11 și 0,25. Toate orbitează prograd. În aspectul fizic, grupul este foarte omogen, toți sateliții afișând culori neutre ( index de culoare B−V = 0,66 și V−R = 0,36) similare cu cele ale asteroizilor de tip C. Având în vedere dispersia limitată a parametrilor orbitali și omogenitatea spectrală, s-a sugerat că grupul ar putea fi o rămășiță a spargerii unui asteroid din centura principală de asteroizi .  Raza asteroidului părinte era probabil de aproximativ 89 km, doar puțin mai mare decât cea a Himaliei, care păstrează aproximativ 87% din masa corpului inițial. Acest lucru indică că asteroidul nu a fost puternic perturbat. 
Integrarea numerică arată o probabilitate mare de coliziuni între membrii grupului prograd pe durata de viață a sistemului solar (de exemplu, în medie 1,5 coliziuni între Himalia și Elara). În plus, aceleași simulări au arătat probabilități destul de mari de coliziuni între sateliții prograzi și retrograzi (de ex. Pasiphae și Himalia au o probabilitate de 27% de a se ciocni în 4,5 miliarde de ani ). În consecință, s-a sugerat că grupul actual ar putea fi rezultatul unei istorii  bogate de coliziuni mai recente între sateliții prograzi și retrograzi, spre deosebire de spargerea unică la scurt timp după formarea planetei care a fost dedusă pentru grupurile Carme și Ananke. 